# Нуне
Нуне (нем. Nuhne) — река в Германии, протекает по земле Северный Рейн-Вестфалия и Гессен. Площадь бассейна реки составляет 156,888 км². Длина реки — 36,4 км.

## Течение
Река берёт исток в горах Ротхаргебирге, затем протекает в одноимённом парке, потом минует лес Валдструх, течёт вдоль деревни и впадает в реку Эдер.

## Населённые пункты
Список населённых пунктов на реке Нуну (вниз по течению)
- Цюшен (Винтерберг)
- Халленберг
- Зомплар (Бромскирхен)
- Ренгерсхаузен